# ゴースト (マクロスシリーズ)
ゴースト (Ghost) は、テレビアニメ『超時空要塞マクロス』をはじめとする「マクロスシリーズ」に登場する架空の兵器。
オーバーテクノロジーにより開発された無人戦闘機シリーズの通称。

## 概要
第1作『超時空要塞マクロス』で初登場し、その後のシリーズ作品全般に登場する無人戦闘機。
有人戦闘機は生身のパイロットが搭乗していることから、その運動には強い制約が課せられる。すなわち、急激な運動に伴う強大なGによりパイロットがブラックアウト、レッドアウトなどの症状に陥る危険性があるため、パイロットの身体的限界を超えることができない。これに対し、無人戦闘機の場合は「生命を除外している」ため、機械的限界まで運動性能を高め、そのポテンシャルを追求することが可能になる。この利点にもとづく設計思想は「マシン・マキシマム構想」と呼ばれ、より高次元の戦闘を実現するものと考えられる。
また、パイロットの養成に費やす時間・コストや、損耗による戦力低下を考えれば、均質な戦闘水準の兵力を量産できる点も魅力である。『マクロス ゼロ』では統合戦争の長期化で熟練パイロットが不足しているという描写により、無人戦闘機であるゴーストの必要性・有用性が示唆されている。
欠点としては無線遠隔操作タイプの場合、敵のECM攻撃で無力化される恐れがある。完全自律型の人工知能搭載が理想であるが、この場合もハッキングで乗っ取られる危険性がある。『マクロスプラス』では試作機X-9が制式採用寸前まで至りながら、「シャロン・アップル事件」でその危険性を露呈する経過が描かれ、さらに「独自進化したAI」の判断行動そのものが持つ危険性が指摘されている。その後の『マクロスF』では半自律型のゴーストが制式化されているが、やはりECM攻撃に対しては無力である。その対策としてフォールド通信システムという新しい通信方式を採用したゴーストが試験運用されている。
『マクロスΔ』以降では機体の武装および補助ブースターにもなっている半自立AI制御の支援機として、『劇場版マクロスΔ 絶対LIVE!!!!!!』では有人可変戦闘機からの誘導および機体との合体による出力向上といった、サポート機としての進化をとげている。

## デザイン
スタジオぬえのメカニックデザイナー、宮武一貴が一連のゴーストシリーズをデザインしている。原案は宮武が学生時代にSF同人誌『宇宙塵』に投稿した小説に登場する無人攻撃機「スーパーバード」。のちに『SFマガジン』誌上でも三面図を公開している。
宮武一貴のシリーズ小説1作目に当たる「SUPERBIRD」では有人機として描かれているが、機体制御はすでに搭載AIが主となっている。2作目にあたる「コッペリア -COPPELIA-」においては 無人搭載AIによる独立型兵器システムとして描かれている。この作品において、仕様が同じ機体ながらもわずかな差異から 機体の挙動と判断に個性が出ることが描かれている。兵器として運用する関係上 独立システム化したことによる弊害がこの2作目では描かれている。人側の揺らぎが「愚直なまでに命令を遂行しようとするAI」の行動に脅威を覚えるさまは「機械知性」への恐怖と単純に割り切れない面を持つ。「スーパーバード」は3部作の構想だったそうだが、3作目は描かれていない。公式な理由は説明されていない。
『超時空要塞マクロス』の作中ではゴーストがあまり画面に登場しないが、これは演出上「圧倒的な速度差と運動能力の差というのを描こうとして、ほとんどフレームの中に収まっていない機体になったため」という。これをより実感できるかたちにしたのが『マクロスプラス』の空中戦シーンであり、残像しか視認できないほどの速さがインパクトを与えた。

## 機種
開発年代等は作品世界内における架空の事象である。

### QF-2200D
西暦2008年を舞台とする『マクロス ゼロ』に登場。ノースロム社と五菱の共同開発で2002年より量産が開始され、統合戦争で使用された初期型の小型無人戦闘偵察機。地球統合軍の空母アスカに配備され、反統合同盟との戦闘に使用される。機体形状は前進翼を採用し、空気吸入口を機体背面に配置するなど、ステルス性が考慮されている。エンジンは単発だが、推力偏向ノズルを採用。OTMをほとんど使用せず、通常のジェットエンジンを搭載しているため、運用は大気圏内に限られる。母艦からの遠隔操作とAIによる自動操縦の両方に対応している。
作中には2タイプが登場する。機首にセンサーユニットを搭載した基本型がQF-2200D-A。センサーユニットを撤去し、VF-0 フェニックスの背面にブースターとして設置されたものがQF-2200D-Bと呼ばれる。Bタイプは空母アスカの整備班が「現場合わせ」で改造したものであり、制式仕様ではない。

### QF-3000E
西暦2009年を舞台とする『超時空要塞マクロス』に登場。開発はノースロム社。2003年に原型機が初飛行し、2004年末より量産が開始された。無人超音速戦闘攻撃機スーパーバードを改良したものとされる。2006年末に実用化された初の小型熱核タービンエンジン FF-1999 を搭載しており、大気圏内外での全領域活動が可能になった。標準兵装はミサイル発射管2門に大口径機関砲6門を装備。OTM技術を利用した半自律式AIと母艦からの遠隔操作によって制御される。カラーリングは濃紺で、機体側面には統合軍のマークが描かれている。
ゼントラーディ軍との第一次星間大戦において、可変戦闘機VF-1 バルキリーなどとともに、統合軍で運用される。開発当初は搭乗員の損失のおそれがないことからゼントラーディ軍に対する主力として期待されていたが、AIの性能が不足していたために期待されたほどの戦果を発揮できず、結局は有人機であるバルキリー航空隊に先行して戦闘宙域へ向かい、露払いや足止めを行う支援機の役割にとどまる。ボドル基幹艦隊との決戦では、マクロス内に温存されていた全機が「ミンメイ・アタック」後にグランドキャノンで空いた基幹艦隊の「穴」に突入し、バルキリー隊の露払いを行う。この戦いで多数の機体が失われ、戦後は100機あまりしか残らなかったとされる。
このほか、2046年を舞台とする漫画『マクロス7 トラッシュ』には有人偵察機（並列コクピット）に改造された機体が登場する。型式番号などは不明。

### QF-9iE
『超時空要塞マクロス』を題材としたPC用シミュレーションゲーム『超時空要塞マクロス リメンバー・ミー』に登場。愛称は「ゴーストII（ファントム）」。第一次星間大戦中のSDF-1マクロス内工廠で開発されたQF-3000Eゴーストの次世代機。マクロス内部から遠隔操作で攻撃を行う無人機。カラーリングは機体上部が青で、下面が白。
QF-3000Eに比べると搭載火器が大幅に増強されている。本体下部には可動式の2連ランチャーが、本体の左右には20mm機銃を搭載する。専用オプションとして12連装の小型ミサイルクラスタと可動式のビーム砲座が本体からX字型に装備される。
VF-1 バルキリーに比べ損耗率が格段に高く、コストパフォーマンスに優れているとは言えない。

### X-9
西暦2040年を舞台とする『マクロスプラス』に登場。通称「ゴーストバード」。究極の戦闘機を目指してマクロスコンツェルンが極秘裏に開発した自律型無人戦闘機で、その人工頭脳にはヴァーチャル・アイドルのシャロン・アップルから得たデータが応用されている。武装はレーザー砲5門と内蔵式ハイマニューバ・ミサイル29基。正確なサイズは不明だが、QF-3000Eからは小型化されており、VF-1 バルキリーとほぼ同等の全長（約14m）を持つ。カラーリングは赤。
半自律式AIを搭載した従来型ゴーストとは比較にならないほどの高い戦闘力を持ち、模擬戦闘において期待通りの成績を残したため、統合軍の次期主力戦闘機に内定する。その後、2040年3月の第一次星間大戦終結30周年記念式典における公開で有人戦闘機を過去の遺物にするはずであったが、式典の最中にシャロンの人工知能が暴走して統合軍中枢機能を支配したため、X-9もシャロンに操られる（詳細はシャロン・アップル事件を参照）。まもなく、地球に飛来した2機の有人試作戦闘機YF-19とYF-21を迎撃するために発進し、2機とも圧倒する驚異的な性能を見せるが、ハイ・マニューバ・モードへ移行したYF-21の体当たり攻撃により撃墜される。この常軌を逸した高速機動は、体当たりを行う直前にパイロットの肉体が崩壊するほどである。この一件で、人工知能への依存は時期尚早で危険と判断されたためにX-9は採用中止となり、無人戦闘機の主力化は一時凍結される。
スーパーパック
大気圏外ではスーパーパック（ブースター兼ミサイルランチャー）2基を追加装備する。不要になった場合は強制破棄することも可能。
耐圧ケーシング＆ブースター
水中からの発進時に使用。翼を折り畳んだ状態で収納される。水中から射出後はケーシングを投棄する。

### AIF-9B
西暦2050年を舞台とするゲーム『マクロス VF-X2』に登場。外見はX-9とほぼ同じで赤く塗装されている。シャロン・アップル事件から10年を経て実戦配備されている。作中ではマクロス・シティ防空システムの迎撃戦闘機として4機、マクロス13の護衛機として5機が出現する。

### AIF-7S
西暦2059年を舞台とする『マクロスF』に登場。シャロン・アップル事件を教訓として、自律行動をある程度まで抑制することにより、制式・量産化に至った機種。同時期の主力有人戦闘機VF-171 ナイトメアプラスよりも格段に高性能でありながら、製造コストや運用コストは3分の1程度に抑えられている。
開発は2040年代初頭より、ゼネラル・ギャラクシー社によって進められた。2044年には惑星エデンのニューエドワーズ基地にて初飛行が行われ、2045年からは量産が開始された。
2050年代には戦術の要として統合宇宙軍に広く配備されている。運用は母艦からの遠隔操作と、AIやプログラムによる自律機能を複合した半自動方式を採用しているため、外部操作が途絶えても事前のプログラムによってある程度の戦闘継続が可能である。
しかし、2059年に第25次新マクロス級超長距離移民船団「マクロス・フロンティア」が遭遇した宇宙生命体バジュラのECM攻撃を受け、AIF-7Sは自律攻撃もできずに無力化される。のちにフロンティア船団のL.A.I社の研究により、対バジュラ用のジャミング対策を施されて運用される。
カラーリングはブルーグレー系で、センサー部がオレンジ色になっている。新統合宇宙軍に配備されているため、機首と主翼下面には「N.U.N.SPACY」とマーキングされている。

### QF-4000
『マクロスF』に登場。AIF-7Sのアップデート機種。
マクロス・フロンティア船団のAIF-7Sがバジュラのジャミングにて無効化される。これに対して同船団のL.A.I社は新開発のフォールド通信誘導システムを装備し、ECMへの対策を施したQF-4000を同船団の民間軍事プロバイダーS.M.S所属RVF-25（ルカ・アンジェローニ専用機）の随伴機として、試験配備する。セントラルコンピュータはNEC/L.A.I社製のSA/A-2045 FCS2を搭載。ルカは3機のQF-4000ゴーストに「シモン」「ヨハネ」「ペテロ」と名付けている。のちに、S.M.Sが新統合軍に編入され、ルカがRVF-171EXに乗り換えたときには、同機の随伴機となる。
カラーリングが新統合軍のAIF-7Sとは異なりグリーン系で統一されている。また、機首にはS.M.Sのロゴがマーキングされている。トレーディングカードゲーム『マクロスクルセイド』では「N.U.N.SPACY」（新統合宇宙軍）とマーキングされている。
通常はRVF-25からの遠隔操作と自律AIにより、情報収集や母機の護衛を行う。実は、シャロン・アップル事件以降に禁断のシステムとなったX-9の人工知能と同種の「ユダ・システム (SYSTEM-JUDAH) 」が封印されており、システム起動後は完全自律機動状態となる。テレビ版ではバジュラ本星での最終決戦中に封印を解除し、次世代ゴーストAIF-9Vをも上回るほどの戦闘能力を発揮する。
小説版『マクロスフロンティア』では、次世代機であるはずのAIF-9Vの性能をQF-4000が上回るのは、9Vの中枢モジュールはX-9の模倣であるのに対し、本機はL.A.Iが回収していたオリジナル版であることが要因であると記されている。作中ではこのゴーストたちがルカを守るべく盾となり破壊される。

### AIFX-8S
『マクロスF』のドラマCD『娘ドラ◎ドラ2』に収録されている「ルカと3人のゴースト」に登場する次世代ゴースト。搭載AIはルカとL.A.Iの機械知性研究部の共同開発。シャロン・アップル事件以来、高機能AIの研究は禁止されていたが、フロンティア行政府は対バジュラに限り許可を出した。人間的な人格AIを搭載することでかつてのシャロン・アップルのような暴走を防げるとしており、そのモデルにスカル小隊の隊員たちの人格パターンを使用したという設定になっている。リーダーがルカで、その部下が現実では先輩である早乙女アルトとミハエル・ブラン、思い人の松浦ナナセということになっており、それを知られて現実の隊員たちのあいだでトラブルが発生する。

### AIF-9V
『マクロスF』に登場。第21次新マクロス級超長距離移民船団「マクロス・ギャラクシー」の主力無人戦闘機。2050年代における最高性能を追求した機体であり、通称「V-9（ブイナイン）」。サイズはAIF-7Sと同様。機体上面にVF-27のものとよく似た形状のビームガンポッドを搭載している。
完全自律型のAIを搭載する本機は条約上ではBC兵器と同義とされ、カウンターテロ以外での使用を禁止されている。バジュラ本星での戦いでフロンティア船団に対して使用され、新統合軍パイロットたちには猛威となるが、手練揃いのS.M.Sパイロットたちやユダ・システムを解放したQF-4000には通用せず、終始圧倒される。新統合軍は本機の配備を正式には認めておらず、名目上は技術実証機として扱っている。
『劇場版マクロスF サヨナラノツバサ』では、VF-27γSP スーパールシファーの随伴機として3機が登場する。
カラーリングは本体上半分が赤、下半分が白でカメラアイは緑となっている。

### QF-5100D
『劇場版マクロスF サヨナラノツバサ』に登場。ゴーストAIF-7Sとほぼ同時期に大気圏内用として開発された汎用無人偵察戦闘機の最新バージョン。愛称は「ゴブリンII」 。カラーリングは薄い青紫。
劇中ではVF-27γのスーパーパックの背面ブースターウェポンユニットとして登場する。FF-203C熱核タービンエンジンを2基搭載しており、VF-27γと合体時の機動性はYF-29 デュランダル通常モードに匹敵する。武装としてマイクロミサイルランチャーを6基を装備。
劇中では描かれていないが、VF-27γSP本体から分離し、遠隔操縦による長時間の偵察も可能という設定。

### LD-262S リル・ドラケン
『マクロスΔ』以降に登場。内蔵燃料の少ないSv-262のための増槽も兼ねる小型無人支援戦闘機。合体時は単発ベクタードノズルとしても機能し、分離時には母機からの誘導も可能な半自立AI制御式の無人戦闘機となる。
武装は機首ビーム砲に4基のミサイルランチャーで構成されており機首ビーム砲は広域ジャミング装置への換装も可能、またその機能を使えば同機を含めた編隊を組むことで同機をSv-262だと誤認させることが可能。機体装甲上面部にエネルギー転換装甲を持つが合体時でなければ出力不足のため使用不能。機体単体での降着機能も有している。
『劇場版マクロスΔ 激情のワルキューレ』以降の設定では構成部品や接続部に銀河共通規格が使われているためVF-31への装備・換装も比較的容易である。

### Sv-303 ヴィヴァスヴァット
『劇場版マクロスΔ 絶対LIVE!!!!!!』に登場。イプシロン財団傘下のディアン・ケヒト社によって開発され、2068年に決起する武装組織「ヘイムダル」に運用される可変戦闘機。量子AIシステムでコントロールされる無人機であり、劇中ではゴーストと呼称される。

### ゴースト / スーパーゴースト
『劇場版マクロスΔ 絶対LIVE!!!!!!』に登場。ケイオスが運用している無人戦闘機で、AIF-9Vを前進翼化させたような形状。スーパーパックを装備した形態をスーパーゴーストと呼び区別する。
基本武装は単装ビーム砲にミサイルポッドだが、それ以外にもスーパーパックを機体の各所に装備が可能。またVF-31AXとの合体機能や一部の同機体からの遠隔誘導機能も持つ。

## 商品化
やまとよりQF-2200Dが「マクロスゼロ 無人戦闘偵察機ゴースト」として1/60スケールトイが発売された。同スケールのVF-0 フェニックスと合体させることでゴーストブースター装備状態を再現できる。
バンダイより2009年2月にQF-4000が「RVF-25 メサイアバルキリー ルカ機 with ゴースト」として1/72スケールでプラモデルが発売された。また、DX超合金としてRVF-25用のスーパーパーツとセットで魂ウェブ限定で限定販売された。2010年には「マクロスファイターコレクション」としてAIF-7SとQF-4000が商品化されている。
2013年8月にはバンダイよりQF-5100Dが「DX超合金 VF-27 ルシファースーパーパーツセット」として発売された。